# Swedenhielms
För andra betydelser, se Swedenhielms (olika betydelser).
Swedenhielms är en komedipjäs i fyra akter av Hjalmar Bergman från 1923. Den uruppfördes på Dramaten i Stockholm 1925 med Anders de Wahl och Hilda Borgström i huvudrollerna som Swedenhielm och Boman. Swedenhielms finns nyutgiven på Atrium Förlag (2007).

## Handling
Dramat kretsar kring familjen Swedenhielm, en gammal stolt adelsfamilj vars överhuvud är den gamle fysikprofessorn Rolf Swedenhielm. Hans tre barn bor också hos honom: Rolf jr, Julia och Bo samt den rekorderliga hushållerskan Boman. Familjen står på gränsen till konkurs och det enda hoppet är att professorn får nobelpriset.

## Huvudfigurer
- Rolf Swedenhielm senior, ingenjör
- Rolf Swedenhielm junior, ingenjör
- Julia Körner, född Swedenhielm, skådespelerska
- Bo Swedenhielm, löjtnant
- Astrid, Bos fästmö
- Marta Boman, Swedenhielms svägerska och husföreståndarinna

## Filmatiseringar
1935 regisserade Gustaf Molander sin version av pjäsen, Swedenhielms, med bland andra Gösta Ekman och Karin Swanström. Pjäsen har även filmatiserats i Danmark 1947 samt som TV-teater i SVT tre gånger, 1961, 1980 och 2003, i regi av Henrik Dyfverman, Hans Dahlin respektive Baker Karim.